# Михайло Ратомський
Михайло Лавринович Ратомський гербу Столобот (пом. 1626) — остерський староста.

## Біографія
Народився в родині остерського старости Лаврина Ратомського та його першої дружини Софії Тишкевич. 3 липня 1593 року той за підтримки гетьмана Криштофа Радзивілла отримав королівський привілей згідно якого «староство Острское зо всими того староства приналежностями» переходило його сину Михайлу, і в тому числі:
…пожитками, доходы, замокъ зъ местомъ Острскимъ и зо всею волостью, зъ фолварками, селами, селищами, боярами, людьми тяглыми и загородниками и зъ ихъ повинностями, чиншами, подачками, роботами, зъ городищами, урочищами, зъ лесами, дубровами, борами, гаями, зарослями, зъ млынами и ихъ вымелками, ставами, ставищами, реками, озерами, деревомъ бортнымъ, зъ ловами звериными, пташьими, рибными и бобровыми гоны…
Втім 15 травня 1594 р. король вирішив віддати староство своєму дворянинові Себастьяну Собеському, яке мало відійти йому після смерті Лавріна. Точні причини на це невідомі, але імовірно це трапилось через заборгованість староства королівському скарбу. Але втримати його той не зміг, і врешті староство все ж відійшло Михайлу, який з перестороги в майбутньому отримував підтвердження права на уряд.
Обійнявши уряд одночасно розпочався конфлікт й судова тяганина між ним та місцевим боярством і міщанами через його звинувачення останніх в бунтах та несплаті податків. В 1597 р. через цей борг судився зі скарбом. 31 березня 1599 р. в Варшаві був підписаний декрет між Ратомським з одного боку, і остерськими боярами, міщанами й куничниками з іншого в якому останні вимагали підтвердження їх «прав, волностей та свобод». Втім попри це конфлікт тривав майже до кінця його староствування, навіть попри залучення королівських комісарів.
Також разом з урядом до нього відійшов на службі боярин Юрій Рожновський, в якого його батько Лаврін відібрав Рожни за участь в повстанні Косинського. Скориставшись довірою нового старости, той в 1595 році викрав документи князів зі Сквиру Половців-Рожиновських. За допомогою яких зміг сфальсифікувати своє походження від цього згаслого княжого роду - аби через суд домогтись отримати у власність колишні князівські володіння. Попри судові позови старости проти новоявленого князя, вони виявились безуспішними.
За його старостування на однойменній річці було осаджене містечко Бобровиця, через що відомий також як староста бобровницький. Аби уникнути оподаткування, він пізніше в 1601–1602 рр. зробив це вдруге побудувавши невеликий замок «за чим и провентовъ не прычини и Москва кґрунтов заграничоных одыймовать не будетъ».

### Димітріада
Ситуація на кордоні з Московським царством де знаходилось Остерське староство залишалась напруженою все XVI cт., через те що сусідні Чернігово-Сіверщина та Брянщина внаслідок програної литовсько-московської війни 1500—1503 рр. перейшли під контроль Москви. Не дивлячись на числені спроби повернути території, вони всі були невдалими. Поступово через це розпочались набіги на московські землі, які врешті стали регулярними, особливо після приходу до влади Лавріна Ратомського, його сина Михайла, а також любецького старости Михайла Вишневецького. В цей час Остерський замок став локальним центром колонізації з огляду на великий приплив шляхти та козаків, які в великих кількостях осаджували незаселені терени в тому числі і з московського боку. Як писав в 1585 р. московський цар Федір І Іванович:
А писали к намъ изъ нашихъ украинъныхъ городов; многие задори, что с твоей, брата нашого, стороны… твои люди многие задоры, бои и грабежи… и во многихъ местех наши земли искони вечные осваиваютть, из Остра, из Любечи и изъ Лоевы Гори.
Під кінець XVI ст. московська влада на цих землях була номінальною і часто не розповсюджувалась за межі укріплень, тому не могли дати відсічі нападникам і поселенцям. Однак частіші напади і скарги на них московських державців призвели до активізації відновлення своїх укріплень і початку підготовки до нової війни з короною яке врешті закінчилось в 1600 р. підписанням мирного договору між державами на 20 років. Але він не співпадав з намірами місцевих магнатів, тому локальні конфлікти продовжувались підсилені смутою в Московській державі. 
В цей час в 1603 р. в брагінському маєтку Вишневецьких з'явився майбутній московський правитель Лжедмитрій I, який зміг заручитись підтримкою місцевих можновладців. Вони, а в тому числі і Ратомський, швидко стали головними популяризаторами його претензій. Так, наприклад, в 1604 р. посланець від Ратомського привіз до Моровська листа від Лжедимітрія. А коли за наказом чернігівського воєводи до Києва рушила делегація зі скаргами на нього, той наказав їх зупити і відібрати папери.
Після цього Ратомський продовжив агітацію в містах, селах і на дорогах підкидуючи грамоти Лжедимітрія. Звістки про дії Ратомського досягли московських урядників, і царські дипломати стверджували що Григорій Отреп’єв називав себе царевичем виключно за вказівками князя Вишневецького, остерського старости Ратомського і деяких інших панів:
тотъ вор розтрыга Грышко Отрепеев называетсе княземъ Дмитреем Углецкимъ по совету Вишневецких, и Ратомского, и иных панов
В цей же час Ратомський оголосив збір охочих доєднатись до війська Лжедимітрія, і той восени 1604 р. розпочав свій похід на Москву. Михайло Ратомський, який на той час надав чи не найбільшу допомогу супроводжував майбутнього царя зі своїми загонами, і після смерті Бориса Годунова в червні 1605 р. вони змогли захопити московський трон. Пізніше вони розійшлись, і староста повернувся додому.
Ратомський також допомагав другому Лжедимітрію, і роздав привілеї всім хто брав участь у поході 1611 р.

## Родина
Мав трьох доньок — Софію, Марину та Гелену.
В поменнику Введенської церкви в Ближніх печерах Києво-Печерської лаври згадується також Яцко Ратомський, якого за відсутності інших нащадків роду по чоловічій лінії вважають імовірним сином Михайла.